# Acidcore
Pour les articles homonymes, voir Acid.
L'acidcore est un genre de musique électronique, dérivé de l'acid techno, du gabber et du darkcore, ayant émergé au milieu des années 1990 en Belgique et aux Pays-Bas.

## Notoriété
Il s'agit, à cette époque, de l'une des musiques les plus jouées et dansées dans les teknivals, avec des artistes et groupes tels que Furious, Architek et Total Resistance. De nombreuses parutions acidcore ont été également composées par le musicien notable Lasse Steen (DJ Choose),. On trouve certains titres sur des compilations gabbers, comme Progressive Hardcore d'Underground Warriors sur Thunderdome XIX - Cursed By Evil Sickness. 

## Caractéristiques
L'acidcore se caractérise par une sonorité typique acid produite par le synthétiseur Roland TB-303 et d'un kick court et distordu, accompagnés d'un rythme soutenu et rapide (d'environ 150 à 170 BPM). Des breakbeats mis en boucle accompagnent parfois le kick. Les sons aigus grinçants sont caractéristiques de l'acid techno. Parmi les labels caractérisant le genre, on peut citer Drop Bass Network, Neurotrope Records, et Acid Anonymous. En 1998, le style apparaît de façon plus régulière dans les free parties sous forme de DJ set et de live comme WoXo et Capsule corps. Dans les années 2000, de nouveaux artistes émergent, tels Ignite, Mr. Gasmask ou encore Ruffneck (qui mélange industrial hardcore et acidcore), lors d'événements dédiés à l'acidcore, comme Retro Acid en Belgique.

## Exemples
- Buzz Fuzz - D-Leria (1993)
- Buzz Fuzz - Vienna Bass (1993)
- DJ Gizmo - Monological Destruction (1993)
- Unknown Structure - Helixcoid (1993)
- Son Of A Bitch - Alien Ate My Bassline (1994)
- B.C.Kid - Short Chaos (1995)
- Cellblock X - 303 Kibutz (1996)
- Underground Warriors - Canvas (1997)
- Old School Terrorists - Acieeed (1997)
- Corrosion of Conformity - King Of The Rotten (The D.O.A. Mix) - remix acidcore par Disciples Of Annihilation (1997)
- Cixx vs. The Vinyl Junk - Bounce 'n Shake (1998)